# Genesee & Wyoming
Ferrocarril Genesee & Wyoming es una empresa ferroviaria de EE. UU.. Es uno de los 25 ferrocarriles de clase regional, ubicado en la región del Noreste. Su central operativa está ubicada en Rochester, Nueva York. Posee 49 ferrocarriles subsidiarios en Estados Unidos, Canadá, Bolivia, México y Australia
La Genesee & Wyoming tiene en los Estados Unidos una red ferroviaria de 9300 millas (14 966,49 km) tanto propia como de terceros. También tiene alrededor de 3000 millas (4827,9 km) de derechos de paso.
Su ancho de vía es de 1435 mm y su peso máximo de 30 t por ejes. La empresa se ubica en el estado de Nueva York.

## Inicios
La Genesee & Wyoming fue creada en 1899 por Edward L. Fuller. Edward compró las 14,5 millas del ferrocarril que anteriormente pertenecía a una pequeña empresa familiar que transportaba sal hasta el oeste de Nueva York. Al poco tiempo de comenzar a funcionar la empresa con su nueva gerencia, transportaba sal desde Greigsville, Retsof, hasta Caledonia. Con el tiempo, la empresa ferroviaria hizo alianzas estratégicas con los ferrocarriles Delaware Lakawanna & Western, Leigh Valley, Erie Railroad, New York Central y Búfalo Rochester & Pittburgh.
En un plazo de 10 años incluyó un servicio de pasajeros y llevó anualmente 100 000 toneladas de productos locales, incluyendo heno, granos, manzanas, habas, maderas para la construcción y unas 231 000 toneladas de sal. En 1910 el ferrocarril empezó a transportar 1500 t de material para la explotación minera, 7000 t de carbón y 1470 t de productos manufacturados, incluyendo los muebles, comestibles e instrumentos musicales que eran enviados al almacén de la Retsof Mining Company.
En 1917, el presidente Woodrow Wilson tomó el control de la Genesee & Wyoming junto con otros 800 ferrocarriles particulares y 35 000 millas (56.325,6 km) de vías férreas (a raíz de que los Estados Unidos entraron en la Primera Guerra Mundial). En los años siguientes, el tráfico ferroviario aumentó progresivamente por la demanda de productos que se debían enviar al ejército estadounidense, principalmente sal.
En la Segunda Guerra Mundial ocurrió exactamente lo mismo, ya que EE.UU. entró en la guerra en 1941 por el ataque japonés a Pearl Harbor. El ferrocarril transportó principalmente productos alimenticios y primarios, pero también transportó neumáticos de goma, mineral de hierro, materiales blanqueadores y añadidos antidetonantes para la gasolina.

## Desafiando el futuro
En 1977, la G&W había participado en el crecimiento de la International Salt Company en una corporación importante con la mina Retsof, convirtiéndose en la mina de sal más grande del mundo. Sin embargo, el ferrocarril dependía de una sola materia prima y de un expendedor primario. Además, en esa época el sistema ferroviario estadounidense sufría una crisis económica fulminante con la quiebra de numerosas empresas, muchas de ellas centenarias y muy importantes en la historia ferroviaria de Estados Unidos; el bajo mantenimiento del sistema ferroviario en general hacía poco rentable y beneficioso el uso del ferrocarril.

## Reestructuración de los años 1980
Mortimer B., el tercer nieto de Edward Fuller, marcó una nueva era y un futuro prometedor para la empresa, centrando su potencial en las oportunidades de crecimiento. En esta década comenzó una nueva etapa ferroviaria: la legislación autorizó a la Genesee & Wyoming a adquirir diferentes ramales ferroviarios y explotarlos en vez de abandonarlos; esto dio origen a las empresas subsidiarias de esta y a su vez ayudó a mejorar el sistema ferroviario. Adquiriendo esas líneas férreas que estaban en estado de abandono o en vías de abandono, la G&W realizó un plan mucho más complejo que revolucionó a la compañía, lo que ayudó a que la empresa no tuviera la dependencia de un solo cliente. La G&W abrió oportunidades de empresarios a invertir en el ferrocarril y el papel importante que tendría el ferrocarril en América del Norte.

## Extensión del ferrocarril
Entre 1982 y 1996, la G&W incorporó a su empresa 14 ferrocarriles con operaciones en Nueva York, Pensilvania, Luisiana, Oregón e Illinois. En 1996 la G&W incorporó a su sistema ferroviario una compañía industrial, que funcionó en más de una docena de estados. Mientras que la extensión interna del ferrocarril continuaba en crecimiento constante, comenzaron a verse nuevas oportunidades en el exterior. Muchos gobiernos, ante la tentativa de la economía mundial, se abrieron a las posibilidades de invertir en otros países, tales como Canadá, México, Australia y Bolivia.
La G&W tiene más de 3500 empleados en los Estados Unidos y movió más de 110 millones de toneladas de cargas en 2004.

## Ferrocarriles subsidiarias
Estos son los ferrocarriles que posee la empresa:

### América del norte
Mexico
• [[Ferrocarril Chiapas 
Mayab]]
•Linea Ferrocarril Coahuila Durango

#### Estados Unidos
Estado de Illinois:
- Illinois & Midland
- Tazewell & Peoria

Estados de Maine/New Hampshire/Vermont:
- St. Lawrence & Atlantic

Estado de Nueva York/Pensilvania:
- Búfalo & Pittsburgh
- Rochester & Southern
- South Búfalo

Estado de Oregón:
- Portland & Western

Estado de Utah
- Utah Railway

Estado de Luisiana:
- Luisiana & Delta

Estado de Pensilvania:
- York Railway Company

Estado de Arkansas/Luisiana:
- Arkansas, Luisiana & Mississippi railroad
- Fordyce & Princeston Railroad

Estado de Luisiana:
- Chattahoochee Industrial Railroad

#### Canadá
Provincia de Quebec:
- Quebec Gatineau Railway
- St. Lawrence & Atlantic(Canadá)

Provincia de Ontario:
- Huron Central Railroad

### América del sur

#### Bolivia
- Ferrovía Oriental

### Oceanía

#### Australia
- Autralian Rail Group (ARG)
- Australian Southern Railroad (ASR)

## Flota de locomotoras
Esta es la lista del parque tractivo de la empresa:
| MODELO | MARCA | NUMERACIÓN | CANTIDAD | OBSERVACIONES                                                                                     |
| ------ | ----- | ---------- | -------- | ------------------------------------------------------------------------------------------------- |
| MP15DC | EMD   | 45-46      | 2        | Adquirida nueva, insignia del desgaste OLS                                                        |
| GP38   | EMD   | 50-51      | 2        | Todavía en colores del CR, tiene la insignia de Operation Lifesaver (Operación salvador de vidas) |
| SW1001 | EMD   | 1000-1001  | 2        | Ex-Reading Lines                                                                                  |
| SW1001 | EMD   | 1002       | 1        | Ex-Reading Lines, usa los colores del Conrrail                                                    |

- Datos: Q1230295
- Multimedia: Genesee & Wyoming Inc. / Q1230295